# Midleton (distillerie)
Pour les articles homonymes, voir Midleton (homonymie).
The Midleton distilleries complex est une distillerie située dans la ville de Midleton dans le Comté de Cork en Irlande. C'est la plus grande distillerie d'Irlande. On y produit de nombreux alcools, mais sa principale production est celle de whiskey.
La distillerie de Midleton a été fondée en 1825 par les frères James, Daniel et Jeremiah Murphy. Ils reprennent en décembre de cette année-là les bâtiments d’une ancienne manufacture transformée pendant un temps en caserne militaire.
En 1966, les sociétés de production de whiskey (John Power & Son, John Jameson & Son, et Cork Distillers company qui possède la distillerie de Midleton) décident de fusionner et de former ainsi le groupe Irish Distillers Ltd. Le directoire de la nouvelle société décide de fermer toutes les distilleries existantes et de regrouper toute la production à Midleton. Une nouvelle distillerie est construite à côté de l’ancienne. La production commence en 1975. L’ancienne distillerie est reconvertie en musée et devient rapidement une des principales attractions touristiques de la région de Cork.

## Production
Midleton est une des distilleries les plus modernes au monde. Sa capacité de production s’élève à près de 19 millions de litres d’alcool par an. Il y a 13 alambics qui produisent en les combinant de façon différente tous les types de whiskeys irlandais.

## La gamme de whiskey
- Jameson – Le whiskey irlandais le plus vendu dans le monde
- Powers (whiskey) – Le whiskey le plus vendu en Irlande
- Tullamore Dew (en)
- Redbreast – Surnommé le nectar irlandais et il a été élu "Best of the Best 2003" par Whisky Magazine
- Paddy (whiskey) (en)
- Green Spot (whiskey) (en)
- Yellow Spot
- Midleton Very Rare est un premium blend de luxe. Il est considéré par beaucoup comme étant l'un des blends les plus fins d'Irlande.

Ce whiskey a été lancé en 1984 afin de célébrer la production de whiskey de Midleton. Un nouveau millésime est produit chaque année. Chaque bouteille est numérotée et signée par le maître de chai.
Comme le suggère le nom, ce whiskey est produit en quantité limitée. Seulement 50 fûts sont produits chaque année ce qui en fait un produit cher et de collection. Les whiskeys utilisés pour le blend sont sélectionnés par le maître de chai, sont tous distillés trois fois et sont âgés de 12 à 25 ans et proviennent de fûts de Bourbon ou de Sherry. Ainsi chaque millésime diffère du précédent et possède son propre caractère.
- Le whisky de grain utilisé dans la distillerie de Bushmills est aussi produit ici.

## Les autres productions
- Cork Dry Gin
- Huzzar Vodka

## Sources
- Jim Murray, Classic Irish Whiskey, éd. PRION, Londres 1997. (en)